# 927-й «А» истребительный авиационный полк
 927-й «А» истребительный авиационный полк ( 927-й «А» иап) — воинская часть Военно-воздушных сил (ВВС) Вооружённых Сил РККА, принимавшая участие в боевых действиях Великой Отечественной войны.

## Наименования полка

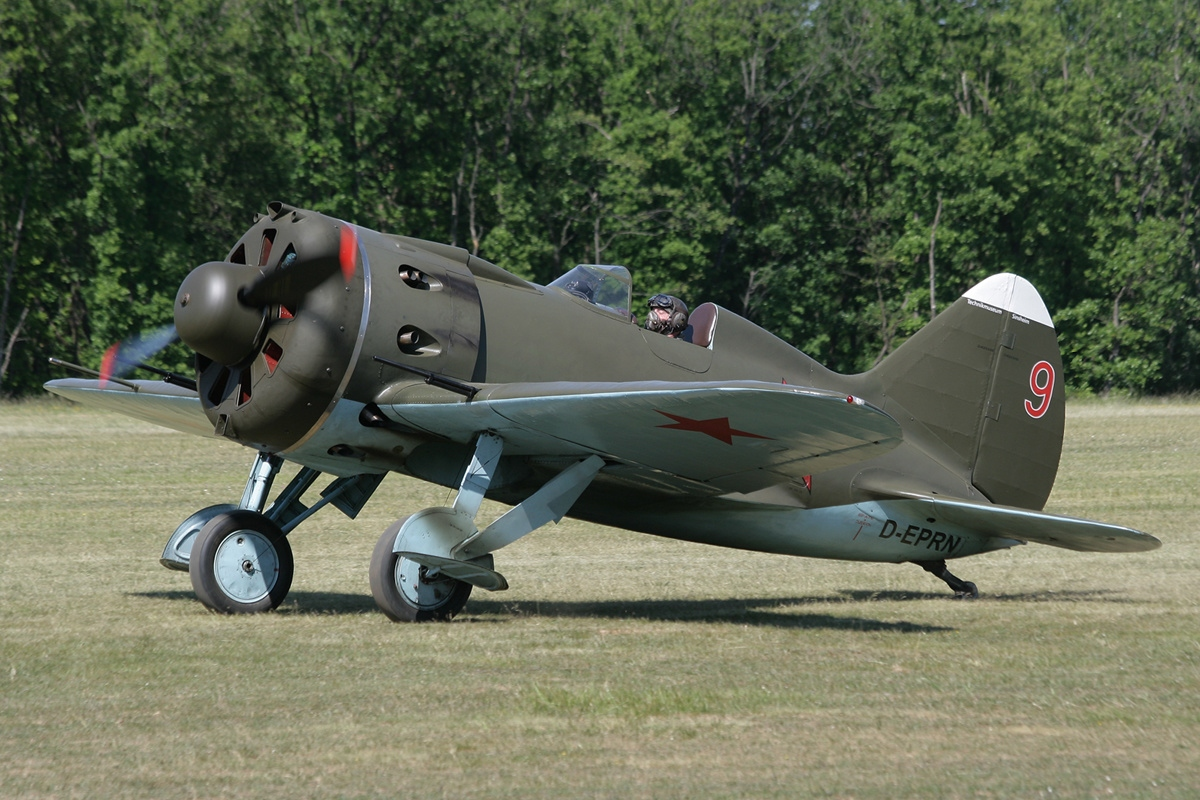
Самолёт И-16

- 927-й «А» истребительный авиационный полк
- 976-й истребительный авиационный полк
- 976-й ордена Кутузова III степени истребительный авиационный полк
- 976-й Инстербургский ордена Кутузова III степени истребительный авиационный полк
- 976-й Инстербургский орденов Суворова и Кутузова истребительный авиационный полк
- 976-й Инстербургский орденов Суворова и Кутузова авиационный полк истребителей-бомбардировщиков
- 976-й Инстербургский орденов Суворова и Кутузова бомбардировочный авиационный полк
- 976-й Инстербургский орденов Суворова и Кутузова инструкторский бомбардировочный авиационный полк
- Полевая почта 40426

## Создание полка
927-й «А» истребительный авиационный полк сформирован 3 августа 1942 года при Батайской военной авиационной школе пилотов в городе Евлах Азербайджанской ССР из личного состава Батайской и Цнорис-Цхайской школ на самолётах И-16.

## Переформирование и расформирование полка
927-й «А» истребительный авиационный полк 21 августа 1942 года переименован в 976-й истребительный авиационный полк.

## В действующей армии
В составе действующей армии:
- с 3 августа 1942 года по 21 августа 1942 года.

## Командиры полка
| Звание  | Имя                        | Период                  | Примечание |
| ------- | -------------------------- | ----------------------- | ---------- |
| капитан | Гугашин Василий Васильевич | 03.08.1942 — 27.08.1942 | погиб      |

## В составе соединений и объединений
| Период        | Фронт (округ)      | армия                    | корпус | дивизия | примечание         |
| ------------- | ------------------ | ------------------------ | ------ | ------- | ------------------ |
| 03.08.1942 г. | Закавказский фронт | ВВС Закавказского фронта | -      | -       | И-16               |
| 21.08.1942 г. | Закавказский фронт | ВВС Закавказского фронта | -      | -       | переименован, И-16 |

## Самолёты на вооружении
| Период      | Самолёты |
| ----------- | -------- |
| 1942 — 1942 | И-16     |

## Базирование
| Период                  | Аэродромы                             |
| ----------------------- | ------------------------------------- |
| 03.08.1942 — 21.08.1942 | Евлах (аэродром), Азербайджанская ССР |